# Allotrichoma iranicum
Allotrichoma iranicum är en tvåvingeart som beskrevs av Canzoneri och Rampini 1991. Allotrichoma iranicum ingår i släktet Allotrichoma och familjen vattenflugor.
Artens utbredningsområde är Iran. Inga underarter finns listade i Catalogue of Life.